# Biebighausen
Biebighausen is een plaats in de Duitse gemeente Hatzfeld, deelstaat Hessen, en telt 18 inwoners (2004).

## Geschiedenis
Het dorp werd voor het eerst officieel genoemd in 1395 onder de naam  Bubinghausen , in een document door  door Biedenfeld en zijn vrouw Gela, overgebracht op 16 oktober 1395 door rechter Johann van  Hatzfeld.
De plaats is echter aanzienlijk ouder. Geografische namen zijn te vinden in verband met de landadel  Buobo van Elsoff . De naam Buobo aangetroffen onder Bubenberg,  jongens Kirchenbach of de ter ziele gegane Bubenhausen in de parochie  Elsoff.
De heren van Hatzfeld waren in 1590 de eigenaars van het land. Voor de periode 1600-1800 bestaan er documenten bestaan, omdat Biebighausen als onderdeel van Hatzfeld geen zelfstandige gemeente is geweest.
Voor de school en de post was Biebighausen op dit moment afhankelijk van Hatzfeld. De plaats was er wel in geslaagd een eigen burgemeester te verkiezen. In 1887 werd namelijk door een Pruisische wet de mogelijkheid gegeven dat zelfs de kleinste gemeenten hun eigen burgemeester konden kiezen. Op 12 november 1898 werd Louis Gross de eerste burgemeester van Biebighaus.
Biebighausen had geen eigen school. De kinderen moesten naar school gaan in Hatzfeld. Vanaf 1900 was de school in Reddighausen klaar om te worden gebruikt voor lessen. De school was nu een kilometer dichter bij.
Op 1 april 1971 werd Biebighausen bij de stad Hatzfeld (Eder) (vroegere spelling  Hatzfeld / Eder ) opgenomen 